# Krasnystaw
Krasnystaw è una città polacca del distretto di Krasnystaw nel voivodato di Lublino.
Ricopre una superficie di 23,07 km² e nel 2007 contava 19988 abitanti.